# Jukka Mäkelä
Jukka Pekka Mäkelä, född 31 juli 1949 i Jyväskylä, död 6 februari 2018 i Raseborg, var en finländsk målare.
Mäkelä studerade 1967–1968 vid Konstindustriella läroverket och 1968–1972 vid Finlands konstakademis skola samt ställde ut första gången 1970.
Han har blivit känd för sina abstrakta och expressiva målningar i akryl- och akvarellfärger – ofta bearbetningar av intryck från naturen – kolteckningar och grafik i olika tekniker. Efter att på 1970-talet ha varit mjukt geometrisk, blev Mäkeläs stil på 1980-talet kraftfull och expressionistisk. Utmärkande för hans målningar var det stora formatet och den rikliga användningen av färger. Som representant för Finland på biennalen i Venedig 1988 ställde han ut tre abstrakta målningar, som han kallade Landskap, av formatet 3 x 3 m. På 1990-talet minskade dimensionerna och motiven började få en starkare naturkänsla. 
Mäkelä övergick i början av 2000-talet till klarare färger (brunt, rött, blått) och nya, organiska former, som avvek från hans tidigare expressiva formspråk och övervägande grå dukar med enstaka inslag av andra färger. Hans konstverk i offentlig miljö finns bland annat i Musikcentret i Uleåborg, Madetojasalen (1987, första pris i tävling 1984), Olarsby kyrka i Esbo (2001), försäkringsbolaget Ilmarinen (2002, 2003). Han har undervisat vid konstinstitutet i Lahtis 1974–1975, Konstindustriella högskolan 1976–1986, Nordiska konstskolan i Karleby 1993 och Konsthögskolan Valand i Göteborg, gästprofessor 1994–1995. Från 1985 till 1987 var han ordförande för Konstnärsgillet i Finlands delegation.